# سنت رووز (لوئیزیانا)
سنت رووز (به انگلیسی: St. Rose) شهری در ایالت لوئیزیانا کشور ایالات متحده آمریکا است که جمعیت آن در سرشماری سال ۲۰۱۰ میلادی، ۸٬۱۲۲ نفر بوده‌است.